# Liste der Baudenkmäler in Unterbilk
Die Liste der Baudenkmäler in Unterbilk enthält die denkmalgeschützten Bauwerke auf dem Gebiet von Düsseldorf-Unterbilk, Stadtbezirk 3, in Nordrhein-Westfalen. Diese Baudenkmäler sind in der Denkmalliste der Stadt Düsseldorf eingetragen; Grundlage für die Aufnahme ist das Denkmalschutzgesetz Nordrhein-Westfalen (DSchG NRW).

## Baudenkmäler
| Bild           | Bezeichnung                   | Lage                                                                                         | Beschreibung | Bauzeit            | Eingetragen seit   | Denkmal- nummer  |
| -------------- | ----------------------------- | -------------------------------------------------------------------------------------------- | --- | ------------------ | ------------------ | ---------------- |
| weitere Bilder | Floragarten                   | Bilker Allee u. a. Karte                                                                     | | 1876               | 2. Januar 1990     | A 1196           |
|                |                               | Bürgerstraße 10 Karte                                                                        | erbaut vom Privatbaumeister Carl Gagelmann | 1889               | 10. November 1992  | A 1246           |
|                |                               | Elisabethstraße 12 Karte                                                                     | Architekt: Ernst Roeting | 1897–1898, 1907    | 24. Juni 2010      | A 1599           |
|                |                               | Elisabethstraße 15 Karte                                                                     | Architekt: Anton Weidenhaupt | 1863               | 8. Juni 1993       | A 1266           |
|                |                               | Elisabethstraße 18 Karte                                                                     | erbaut von den Gebrüder Weidenhaupt | 1854               | 25. Mai 1983       | A 359            |
|                |                               | Elisabethstraße 69 Karte                                                                     | Architekt: Franz Danne | 1902–1903          | 6. September 1984  | A 697            |
| weitere Bilder | Ständehauspark, Vater Rhein   | Elisabethstraße o. Nr. Karte                                                                 | | 1835 ff., 1875 ff. | 7. Oktober 1987    | A 1077           |
|                |                               | Erftstraße 1 Karte                                                                           | Nach den Plänen des Kölner Architekts Paul Gerlach wurden in der Zeit zwischen 1910 und 1914 an der Erftstraße die Mehrfamilienhäuser Nr. 1 (1911), Nr. 3, 4 und 5 (1910), Nr. 19 (1912 mit Bauunternehmer Bartolomäus Grandjean), Nr. 21, 23 und 25 (1913) gebaut. | 1911               | 31. März 1989      | A 1181           |
| weitere Bilder | Garagenanlage                 | Erftstraße 9–11 Karte                                                                        | | 1953–1956          | 18. Mai 2009       | A 1584           |
|                |                               | Florastraße 8 Karte                                                                          | | 1872               | 29. Oktober 1993   | A 1271           |
|                |                               | Florastraße 12 Karte                                                                         | | 1871               | 21. Oktober 1993   | A 1268           |
|                |                               | Florastraße 51 Karte                                                                         | | 1893               | 29. Juli 1982      | A 200            |
| weitere Bilder |                               | Florastraße 53 Karte                                                                         | | 1895–1896          | 13. Mai 1982       | A 108            |
| weitere Bilder | Friedenskirche                | Florastraße 55a Karte                                                                        | | 1896–1899          | 5. April 1984      | A 573            |
|                |                               | Florastraße 64 Karte                                                                         | | 1898–1899          | 14. Oktober 1985   | A 935            |
|                |                               | Florastraße 66 Karte                                                                         | | 1893               | 14. Oktober 1985   | A 936            |
| BW             |                               | Florastraße 69 Karte                                                                         | | 1899               | 31. März 2005      | A 1536           |
|                |                               | Friedenstraße 18 Karte                                                                       | | 1904–1905          | 20. September 1985 | A 924            |
| weitere Bilder | Leo-Statz-Berufskolleg        | Friedenstraße 29 Karte                                                                       | Erbaut unter Stadtbaurat Johannes Radke. An dem Gebäude ausgerichtet zur Konkordiastraße befindet sich der Schriftzug „Städt. Badeanstalt“. | 1905–1906          | 31. März 2005      | A 1537           |
|                |                               | Friedenstraße 41 Karte                                                                       | Baumeister Carl Gagelmann und Architekt Adolf Erkes (* 12. April 1864 in Gelsenkirchen; † 24. Februar 1920 in Düsseldorf) | 1888               | 12. Juni 1984      | A 628            |
|                |                               | Friedenstraße 43 Karte                                                                       | | 1888               | 28. April 1983     | A 350            |
|                |                               | Friedenstraße 49 Karte                                                                       | | 1890               | 19. Juli 1984      | A 662            |
|                |                               | Friedenstraße 51 Karte                                                                       | | 1890               | 20. Juni 1984      | A 639            |
|                |                               | Friedenstraße 53 Karte                                                                       | | 1890               | 12. Juni 1984      | A 629            |
|                |                               | Friedenstraße 55 Karte                                                                       | | 1890               | 12. Juni 1984      | A 630            |
|                |                               | Friedenstraße 59 Karte                                                                       | | 1890               | 20. Juli 1984      | A 665            |
|                |                               | Friedenstraße 61 Karte                                                                       | | 1890               | 26. Juli 1984      | A 668            |
|                |                               | Friedrichstraße 61b Karte                                                                    | Sandvoss und Uhde (Ausführung) | 1883–1884          | 27. Oktober 1988   | A 1161           |
|                |                               | Fürstenwall 35 Karte                                                                         | Baumeister: Carl Gagelmann | 1894               | 23. Januar 1989    | A 1176           |
|                |                               | Fürstenwall 37 Karte                                                                         | | 1895               | 1. August 1989     | A 1193           |
| weitere Bilder | Wohnhaus                      | Fürstenwall 39 Karte                                                                         | Architekt: Carl Krieger | 1910–1911          | 14. April 1988     | A 1113           |
| weitere Bilder |                               | Fürstenwall 65 Karte                                                                         | | 1872               | 6. Juli 1984       | A 656            |
|                |                               | Fürstenwall 69 Karte                                                                         | Architekt war Peter Paul Fuchs (* 25. Februar 1859 in Oberhausen; † 25. März 1914) mit Atelier für Architektur, Bauausführung und Kunstgewerbe. | 1886               | 20. Juli 1984      | A 666            |
|                |                               | Fürstenwall 79 Karte                                                                         | Architekt und Maurermeister Josef Heimrath | 1872               | 8. August 1984     | A 689            |
|                |                               | Hammer Straße 38 Karte                                                                       | | 1908               | 2. Februar 1989    | A 1178           |
|                |                               | Herzogstraße 10a Karte                                                                       | | ca. 1850           | 6. April 1984      | A 576            |
| weitere Bilder | ehemaliges Hauptzollamt       | Hubertusstraße 1 Karte                                                                       | Im Jahre 1901/1902 wurde das „Königliche Haupt-Steueramt“ der Stadt Düsseldorf nach Entwürfen von Baurat Karl Bongard und Regierungsbaumeister Kochs gebaut. Anfänglich wurde hier primär die Verzollung des Handels der Rheinschifffahrt bearbeitet. Während des Zweiten Weltkrieges wurde der Hafen und das „Königliche Haupt-Steueramt“ schwer beschädigt. Nach dem Krieg wurde das Gebäude, unter Verzicht auf die ursprüngliche Architektur, wieder aufgebaut und als „Hauptzollamt“ genutzt. In 2010 wurde das Gebäude, nach längerem Leerstand, an einen privaten Investor veräußert. | 1901–1902          | 12. Juli 1988      | A 1138           |
| weitere Bilder | ehemalige Oberfinanzdirektion | Jürgensplatz 1, Hubertusstraße 7, Neusser Straße 20 Karte                                    | Das Gebäude der Oberfinanzdirektion wurde am Jürgensplatz bis hin zur Neusser Straße anstelle einer früheren Kavalleriekaserne der Husaren (siehe Husarendenkmal) aus dem Jahre 1820 erbaut. Das Gebäude der Oberfinanzdirektion wurde im Stil einer sachlich-zweckorientierten Backsteinarchitektur zur Zeit der Änderung des Platznamens (1937) von Kavallerieplatz zu Mackensenplatz als Landesfinanzamt erbaut. Unter der Nr. 1/3 (Jürgensplatz) befand sich die Reichsfinanzverwaltung (Abteilungen I. Besitz- und Verkehrssteuern, II. Zölle und Verbrauchsabgaben) und in der Hubertusstraße Nr. 7 das Oberfinanzpräsidium. Seit 2017 Sitz des Ministeriums für Heimat, Kommunales, Bau und Gleichstellung des Landes Nordrhein-Westfalen. | 1937–1939          | 15. November 1984  | A 761            |
| weitere Bilder | Polizeipräsidium              | Jürgensplatz 5 Karte                                                                         | | 1929–1932          | 28. September 1984 | A 716            |
| weitere Bilder | Wohnhaus mit Torzugang        | Jürgensplatz 62 (vormals Kavalleriestraße) Karte                                             | Ausführung durch Maurermeister Heinrich Sandvoss und Conrad Uhde, Firma Sandvoss & Uhde, Fürstenwallstraße 144. | 1884               | 21. Juni 1982      | A 140            |
| weitere Bilder | Wohnhaus mit Torzugang        | Jürgensplatz 64 Karte                                                                        | Ausführung Maurermeister Heinrich A. Hensmann | 1872               | 21. Juni 1982      | A 141            |
| weitere Bilder | Wohnhaus mit Torzugang        | Jürgensplatz 66 Karte                                                                        | Die Bauausführung erfolgte durch den Maurermeister Heinrich A. Hensmann. Über das Portal kommt man durch einen Eingangsflur, welcher von vier bauplastischen Medaillons geschmückt wird, zum Zugang des Hauses. | 1872               | 21. Juni 1982      | A 142            |
| weitere Bilder | Wohnhaus                      | Jürgensplatz 68 Karte                                                                        | Architekt: Ernst Bernau | 1873               | 23. Februar 1982   | A 48             |
| weitere Bilder | Wohnhaus                      | Jürgensplatz 70 Karte                                                                        | Architekt: Ernst Bernau | 1873               | 21. Juni 1982      | A 143            |
|                | Husarendenkmal                | Jürgensplatz o. Nr.                                                                          | Bronzeplakette an Muschelkalkpfeiler zeigt das Hauptportal der ehemaligen Husaren-Kaserne an der Neusser Straße. Das Denkmal wurde nach Plänen des Architekten Hermann vom Endt vom Bildhauer Hermann Nolte ausgeführt und während des 3. Waffentages der Deutschen Kavallerie im Jahre 1933 eingeweiht. Inschrift: „2. Westf. Husaren-Regt. Nr. 11, 1813-1815, 1851-1866, 1871-1906. Alte Kaserne, Portal Neusser Straße“. | 1933               | 25. April 1995     | A 1345           |
|                |                               | Kirchfeldstraße 45 Karte                                                                     | | 1881               | 29. November 1984  | A 777            |
|                |                               | Kirchfeldstraße 47 Karte                                                                     | | 1881               | 29. November 1984  | A 778            |
|                |                               | Kirchfeldstraße 49 Karte                                                                     | | 1881               | 9. Januar 1985     | A 839            |
| weitere Bilder | St. Peter                     | Kirchplatz 2 Karte                                                                           | | 1895–1898          | 22. April 1985     | A 888            |
| weitere Bilder | Mehrfamilienhaus              | Konkordiastraße 19 (vormals Concordiastraße, benannt nach dem Asteroid (58) Concordia) Karte | Architekt war Adolf Erkes (1864–1920) für den Bauunternehmer Emil Aldenhoff. Auf der dritten Etage wohnten von Mitte der 1930er bis Anfang der 1940er Jahre der Maler Peter Ludwigs und die Künstlerin Luzie Uptmoor. Nach wiederholten Verhaftungen wegen Widerstand gegen den Nationalsozialismus und Hochverrat verstarb Peter Ludwigs im Juli 1943 in der Gestapohaft. Vor dem Eingang wurde zu seinem Gedenken ein Stolperstein verlegt. | 1901–1902          | 6. September 1984  | A 699            |
| weitere Bilder | Mehrfamilienhaus              | Konkordiastraße 21 Karte                                                                     | Architekt war Adolf Erkes für den Bauunternehmer Emil Aldenhoff, so auch für das gegenüber liegende Mehrfamilienhaus Konkordiastraße Nr. 24 (Fassade rasiert). | 1901–1902          | 6. September 1984  | A 699            |
| BW             | Kronenhaus                    | Kronenstraße 6, 10 und 12 Karte                                                              | Architekt: Hermann vom Endt. Das Gebäudeensamble mit Jugendstilapplikationen, ehemals dreiteilig, heute nur noch zweiteilig, wurde genutzt als Hospiz, Hotel und Altenheim des Evangelischen Krankenhauses Düsseldorf. | 1902–1904          | 22. Mai 2020       | A 1674           |
|                |                               | Kronprinzenstraße 36 Karte                                                                   | | 1873               | 25. Juni 1987      | A 1049           |
|                |                               | Kronprinzenstraße 40 Karte                                                                   | | 1872–1873          | 24. Juli 1989      | A 1187           |
| weitere Bilder | Kronprinzenschule             | Kronprinzenstraße 107 Karte                                                                  | | 1892               | 15. März 1985      | A 871            |
|                |                               | Kronprinzenstraße 116 Karte                                                                  | | 1895               | 6. September 1989  | A 1191           |
|                |                               | Martinstraße 7 Karte                                                                         | | 18. Jh., 1896      | 13. September 1984 | A 709            |
| weitere Bilder | Wohnhaus                      | Martinstraße 9 Karte                                                                         | Das Haus wurde 1895 für die Union-Brauerei AG Düsseldorf erbaut. Die Brauereianlage befand sich im Hinterhof. Baumeister war Carl Gagelmann. Das viergeschossige Haus wird zurzeit von der Immobilienfirma Küssdenfrosch denkmalgerecht renoviert. | 1895               | 19. Dezember 2023  | 05111000 A 01687 |
| Hubertusstift  | Hubertusstift                 | Neusser Straße 25 Karte                                                                      | Fassade | 1709–1712          | 26. November 1984  | A 773            |
| weitere Bilder | Karl-Arnold-Haus              | Palmenstraße 16 Karte                                                                        | | 1958–1960          | 7. Januar 2002     | A 1502           |
|                |                               | Reichsgasse 5–7, 11 Karte                                                                    | | ca. 1800           | 22. April 1985     | A 889            |
|                |                               | Reichsstraße 19 Karte                                                                        | Erbaut in 1875 von den Bauunternehmern Wilhelm und Theo Schalbruch. Residenz des Günther von der Groeben, Kommandant des 2. Westfälisches Husaren-Regiment Nr. 11, welches sich an der Neusser Straße befand. Danach bezog Adolf von Michaelis das Gebäude. | 1875               | 23. Juli 1982      | A 193            |
|                |                               | Reichsstraße 21 Karte                                                                        | Bauunternehmer Wilhelm und Theo Schalbruch | 1869               | 14. Juli 1982      | A 174            |
|                |                               | Reichsstraße 23 Karte                                                                        | Bauunternehmer Wilhelm und Theo Schalbruch | 1869               | 29. Juli 1982      | A 206            |
| weitere Bilder | ehem. Ständehaus              | Ständehausstraße 1 Karte                                                                     | | 1876–1880          | 18. Januar 1984    | A 521            |
|                |                               | Wasserstraße 2 Karte                                                                         | Architekt: Otto Ebeling (Fassade) | 1899               | 22. November 1982  | A 273            |
|                |                               | Wasserstraße 3 Karte                                                                         | Architekt: Peter Wies d. J. (Fassade) | 1893               | 22. November 1982  | A 274            |
|                |                               | Wasserstraße 5 Karte                                                                         | 1859 war Carl Windscheid (1819–1881), Direktor der Köln-Mindener Eisenbahn, Eigentümer des Hauses. | ca. 1859           | 3. Februar 1983    | A 301            |
|                |                               | Wasserstraße 8 Karte                                                                         | Architekt: Hermann vom Endt für den Unternehmer Max Jagenberg (1867–1931) der Jagenberg-Fabrik | 1910–1911          | 25. Mai 1984       | A 607            |
|                |                               | Wasserstraße 9 Karte                                                                         | Architekt: Andreas Luckau | 1861–1862          | 22. November 1982  | A 275            |
|                |                               | Wasserstraße 10 Karte                                                                        | Architekt: Otto Mitladhes | 1862               | 25. Mai 1984       | A 608            |
|                |                               | Wasserstraße 12 Karte                                                                        | Architekt: Johann Sondermann | 1869               | 22. November 1982  | A 276            |
|                |                               | Weiherstraße 1 Karte                                                                         | Ausführung durch Maurermeister Heinrich Sandvoss und Conrad Uhde, Firma Sandvoss & Uhde, Fürstenwallstraße 144. | 1883–1884          | 16. Oktober 1984   | A 734            |
|                |                               | Weiherstraße 3 Karte                                                                         | Ausführung durch Maurermeister Heinrich Sandvoss und Conrad Uhde, Firma Sandvoss & Uhde, Fürstenwallstraße 144. | 1883–1884          | 31. Oktober 1984   | A 738            |
|                |                               | Weiherstraße 5 Karte                                                                         | Ausführung durch Maurermeister Heinrich Sandvoss und Conrad Uhde, Firma Sandvoss & Uhde, Fürstenwallstraße 144. | 1883–1884          | 31. Oktober 1984   | A 739            |
|                |                               | Weiherstraße 7 Karte                                                                         | Erbaut von Eduard Riefenstahl, Maurermeister und Architekt. | 1883–1884          | 21. September 1984 | A 713            |
|                |                               | Wilhelm-Tell-Straße 22 Karte                                                                 | Baumeister Carl Gagelmann | 1895–1896          | 4. Januar 1984     | A 509            |
|                |                               | Wilhelm-Tell-Straße 26 Karte                                                                 | Architekt: Bernhard Kehl | 1903–1904          | 20. Februar 1984   | A 545            |
|                |                               | Wilhelm-Tell-Straße 28 Karte                                                                 | Architekt: Bernhard Kehl | 1903               | 20. Februar 1984   | A 546            |

## Ehemalige Baudenkmäler
| Bild                    | Bezeichnung             | Lage                   | Beschreibung            | Bauzeit | Eingetragen seit  | Denkmal- nummer  |
| ----------------------- | ----------------------- | ---------------------- | ----------------------- | ------- | ----------------- | ---------------- |
| Wohn- und Geschäftshaus | Wohn- und Geschäftshaus | Lorettostraße 28 Karte | Architekt: Richard Mühe | 1899    | 22. November 1985 | 05111000 A 00944 |